# Protarache polygrapha
Protarache polygrapha is een vlinder uit de familie spinneruilen (Erebidae). De wetenschappelijke naam is voor het eerst geldig gepubliceerd in 1950 door Berio.
De soort komt voor in tropisch Afrika.